# Winston Short
Winston Short (* 27. März 1945 in Arima) ist ein ehemaliger Sprinter aus Trinidad und Tobago.
1966 wurde er bei den British Empire and Commonwealth Games in Kingston Achter mit der trinidadischen 4-mal-110-Yards-Stafette. Über 100 Yards schied er im Viertelfinale und über 220 Yards im Halbfinale aus.
Bei den Olympischen Spielen 1968 in Mexiko-Stadt erreichte er über 200 m das Viertelfinale und in der 4-mal-100-Meter-Staffel das Halbfinale.

## Persönliche Bestzeiten
- 100 m: 10,59 s, 1967
- 200 m: 21,00 s, 15. Oktober 1968, Mexiko-Stadt